# 統營市
統營市（：／ Tongyeong-si */?）是大韓民國慶尚南道南部的市。其面积为239.22平方千米，2021年3月时人口数为126,988。统营市得名于境內三道水軍統制使的統制營，是万历朝鲜战争中閑山島大捷的发生地。由于统营之地理位置介乎庆尚南道和全罗南道之间，一直以来都是两地海运的要冲，也因此一直作为朝鲜王朝海军的军事要塞存在。如今的统营市包括了1995年进行都农复合市统合前的原忠武市和统营邑的地域。
统营市位于固城郡南方下面，由570个岛屿（44个有人岛、526个无人岛）和其陆上部分组成。统营是韩国著名的旅游地，全境均位于闲丽海上国立公园内。由于曾是古代海军要地的缘故，统营境内分布着多个韓國史蹟，统营还因其海景和自然景观而得到了「韩国那不勒斯」的称号。统营还是著名小说家朴景利的出生地和音乐家尹伊桑的成长地。

## 历史

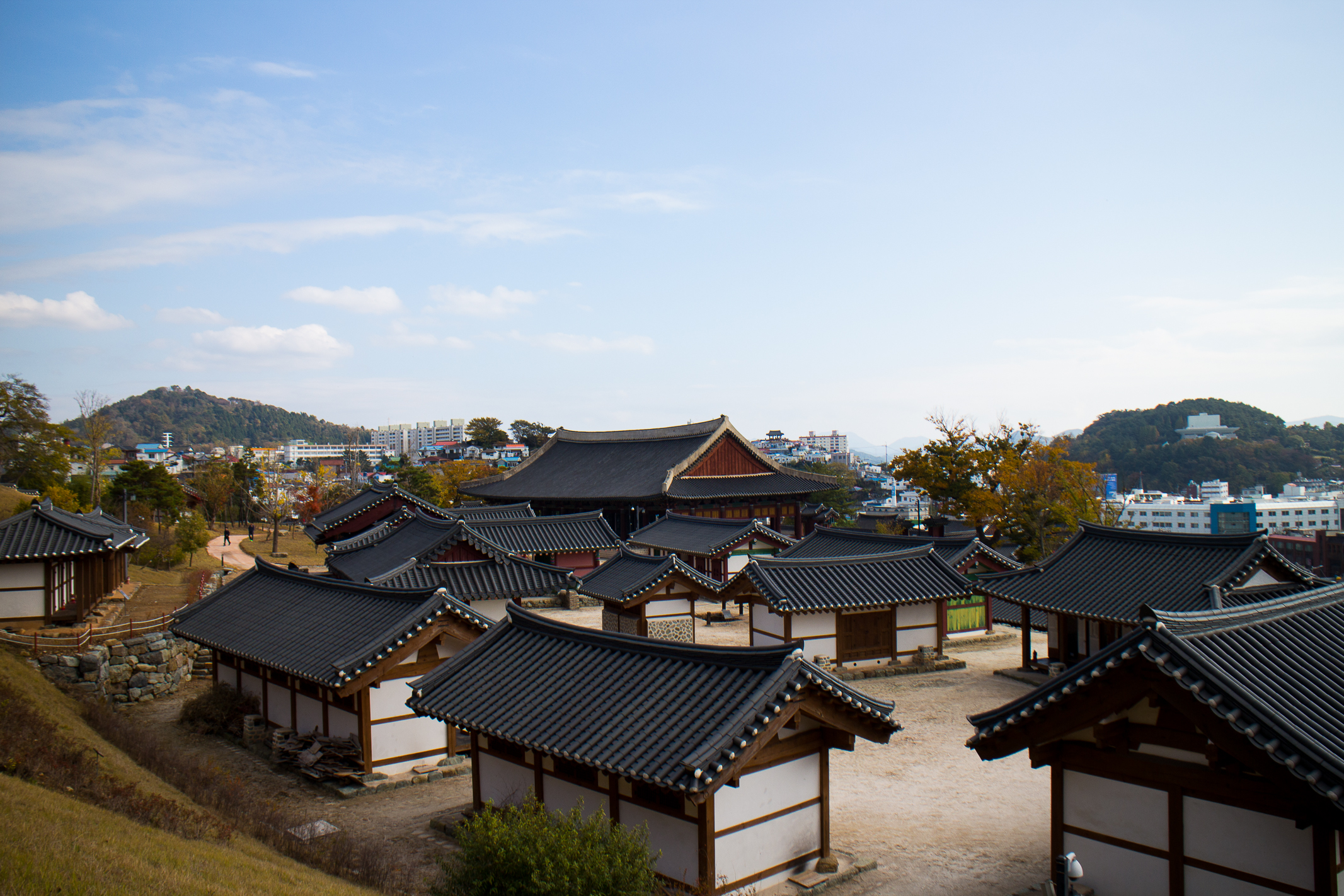
三道水军统制营

统营地区自旧石器时代开始就有人类活动，在其西南部的欲知岛和烟台岛上都发现有新石器时代的贝冢。在这些遗迹中还发现了日本绳文时代的石器，这是当时朝鲜半岛南海岸原住民与日本进行过交流的证据。在三国时代，包括统营在内的固城地区属于弁韓十二国之一的古資彌凍國范围，而现在的统营区域则更多的承担了连接巨济和固城地区的枢纽作用:204。到了公元1世纪时，弁韓发展为伽倻，此时固城半岛一带是小伽倻的中心地带，后来又属于浦上八國的古自国。在市内东北部的光道面发现有公元5世纪末到6世纪初建造的小伽倻墓葬群。进入南北国时代，固城地区作为统一新罗的一部分，先是被称为古自郡，后又在景德王年间被改称固城郡，此时统营隶属固城九州下的康州。到了高麗時代，统营属山南道固州刺史，到了高丽成宗时归入巨济县。忠烈王时期统营又曾被并入南海县，但不久又被分离。现在的统营地域大致被固城、巨济、南海三县分管，据《高丽史》记载，南海和巨济县在元宗12年、恭愍王7年被早期倭寇侵占过:219。
进入朝鲜时代，在壬辰倭亂之前，统营所在的头龙浦地区仍然是一个荒芜的小型港口区域:226。在壬辰之乱时，统营区域成为了战争前线。宣祖25年（1592年），李舜臣率领的朝鲜海军在闲山岛附近击败日本豐臣政權的海军，这成为了万历朝鲜战争中重要的一战，被称为闲山岛大捷。宣祖36年，三道水軍統制使在此设立统制营，直至高宗32年（1895年）废止。未来的统营市之名正是取自统制营之名称。统制营之驻军地正位于头龙浦，后在1617年改属固城县，头龙浦也改称春元面。为了加强南海岸的防御，朝鲜王朝在当地修筑了一个长约四公里的，禁止随意出入的海军军事要塞，统营也成为朝鲜时代的重要军事城市:228。朝鲜时代修筑的十大路中就有一条连接统营到漢城府的大路，被称为统营别路。高宗37年，原统制营所在地与原固城县的一部分和原巨济县的加佐岛、闲山岛组成新的镇南郡，在9年后又改称龙南郡。日韓併合的后1914年，龙南郡和巨济郡合并，形成新的统营郡，春元面也被更名为统营面。1931年统营面升格为统营邑。1932年，为了缩短闲丽水道（连结统营和丽水的一条航线）通行时间的统营运河及其海底隧道竣工。朝鲜战争中，统营邑在釜山環形防禦圈戰役中被朝鲜人民军于1950年8月17日清晨占领，但在当日晚些时候韩国国军发动反击，在次日夺回统营邑。整个战斗过程中有800余名平民丧生:643-648。
朝鲜战争后，韩国采取了对战后区域重点重建的政策，统营作为受损轻微的地区，并没有制定相关的城市发展计划:982。1953年，巨济岛及周围部分被划离统营郡，形成新的巨济郡（今巨濟市）。1955年9月1日，统营邑从统营郡分离，被升格为忠武市。1958年2月，韩国内务部依据414号法令，对统营郡和忠武市的部分区域进行了城市规划，开始对港口区域进行填海造陸，这是第一次对统营区域实施城市规划法案:982-983。1962年开始，第一次韩国经济开发五年计划的实施促进了当地的都市规划进程，1969年1月，当地的第一份完整城市规划《忠武市城市总体规划》开始实施:983。1995年1月1日，统营郡与忠武市再次合并，形成新的都农复合市统营市。

## 地理

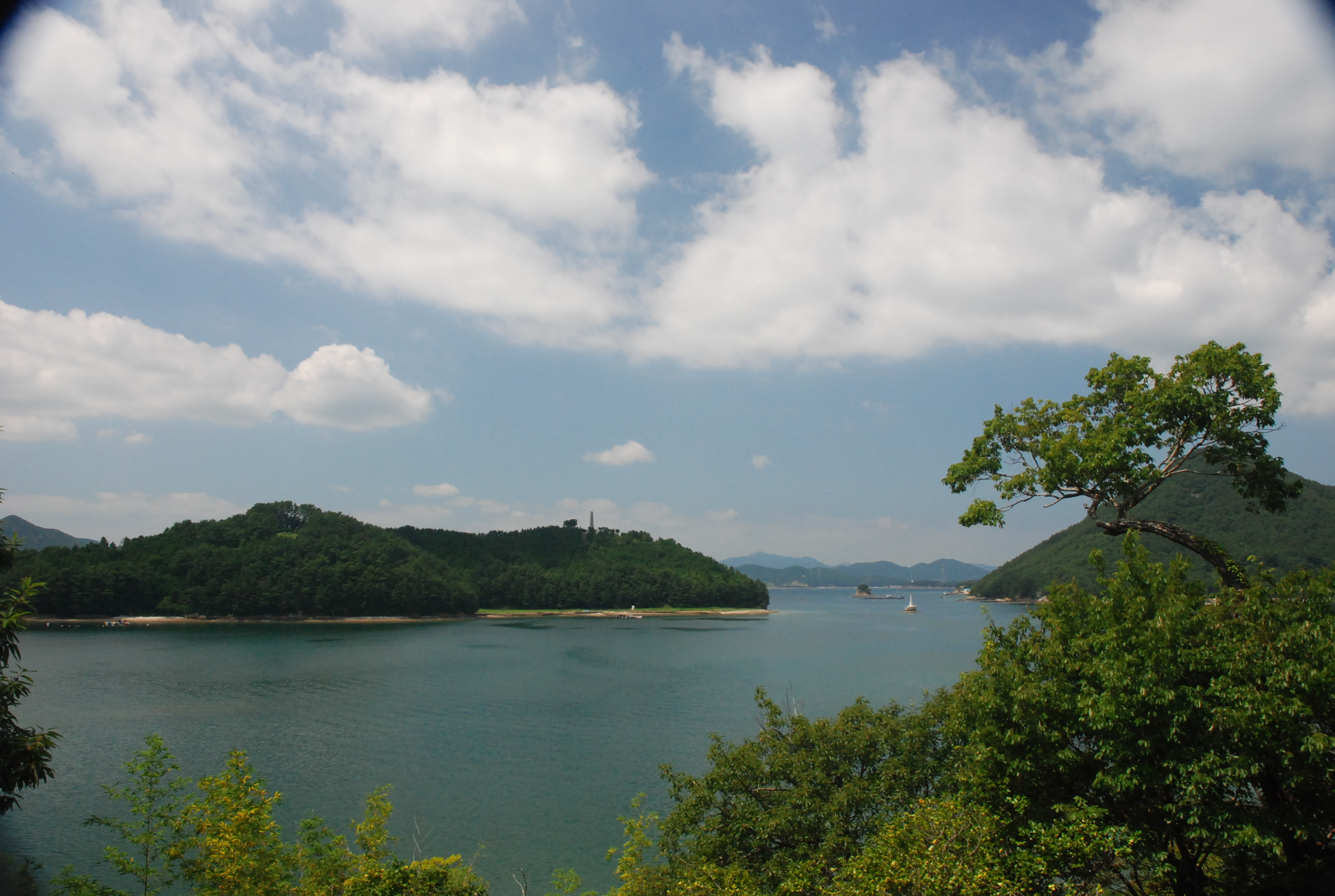
闲山岛

统营市位于庆尚南道南部，固城半岛南端，陆地面积为239.22平方千米，由固城半岛部分和周边570个岛屿组成。其北边是固城郡、南朝南海、西边与南海郡隔海相望，东面则是巨济岛。统营与固城郡的界峰碧芳山（海拔650米）属于洛南正脉的一支，是境内最高峰。半岛的大陆架往南侧延展，在南侧抬升形成了位于弥勒岛上的弥勒山。弥勒岛原先是固城半岛的一部分，但在1932年，统营运河的竣工使其与大陆分离。统营市的陆上部主要是以崎岖的丘陵地形为主，可耕地只有海岸边的一小块平地，也无大型河流流经。所以在古代，当地居民大多采取半耕半渔的劳作方式，并因此在海岸边形成自然村落。统营市位于庆尚盆地最南端，其地质类型与庆尚南道类似，地质年代大致处于白垩纪末期。统营地区的岩石以火成岩为主，侵入岩主要有花岗岩和辉绿岩，喷出岩则以安山岩为主。在离岛上的岩石类型主要是风化的沉积岩:79。
统营市的海岸线长617千米，占庆尚南道海岸线长度的28%。其海岸类型主要是溺湾海岸，故其海岸线显得崎岖不平且不规则。在固城半岛一部的光道面、道山面和龙南面，其海岸受海岸侵蚀影响，有大量海蚀崖分布，在道山面的法松湾有海蝕洞景观:77-78。统营的前海是多島海海上國立公園的东侧边境，也是闲丽海上国立公园的一部分。其近海水深约为10至20米，离岸稍远处的外海则不超过50米。统营近海受黑潮影响，年平均海温在13-30℃之间，使得许多鱼类选择在当地产卵或过冬，所以自古以来统营就是朝鲜半岛渔业发展最快和最多样化的地区之一。但在20世纪90年代，污染和過度捕撈使附近的渔业资源枯竭，渔获量变少。
统营市属温带海洋性气候:84，其气候受黑潮影响较大，故其平均气温较全世界同纬度地区偏高。在统营市的离岛上受海洋气候影响更大，其日夜温差很小。统营市位于韩国三大多雨地中的南海岸多雨地，其年降水量较韩国其他地方偏大。由于临近海岸，统营也常受台风的影响，1959年的台风莎拉在统营造成了巨大的损失，城中大量建筑物和船只被毁。
| ㋀                                | ㋁      | ㋂      | ㋃       | ㋄        | ㋅        | ㋆        | ㋇        | ㋈        | ㋉       | ㋊      | ㋋      |
| 30 8 −1                           | 41 10 1 | 83 13 4 | 128 18 9 | 180 22 14 | 198 25 18 | 314 28 22 | 226 30 23 | 137 27 19 | 54 23 14 | 40 16 7 | 21 11 1 |
| 平均最高及最低溫度以攝氏（℃）表記 |         |         |          |           |           |           |           |           |          |         |         |
| 降雨總量單位為（㎜）              |         |         |          |           |           |           |           |           |          |         |         |
| 資料來源：韓國氣象廳              |         |         |          |           |           |           |           |           |          |         |         |

| 英制單位換算                      | 英制單位換算 | 英制單位換算 | 英制單位換算 | 英制單位換算 | 英制單位換算 | 英制單位換算 | 英制單位換算 | 英制單位換算 | 英制單位換算 | 英制單位換算 | 英制單位換算 |
| --------------------------------- | ------------ | ------------ | ------------ | ------------ | ------------ | ------------ | ------------ | ------------ | ------------ | ------------ | ------------ |
| ㋀                                | ㋁           | ㋂           | ㋃           | ㋄           | ㋅           | ㋆           | ㋇           | ㋈           | ㋉           | ㋊           | ㋋           |
| 1.2 47 31                         | 1.6 50 33    | 3.3 56 40    | 5.1 64 49    | 7.1 71 57    | 7.8 77 64    | 12 82 72     | 8.9 85 74    | 5.4 80 67    | 2.1 73 57    | 1.6 61 45    | 0.8 51 34    |
| 平均最高及最低溫度以華氏（℉）表記 |              |              |              |              |              |              |              |              |              |              |              |
| 降雨總量單位為英吋（㏌）          |              |              |              |              |              |              |              |              |              |              |              |

| ㋀                                | ㋁      | ㋂      | ㋃       | ㋄        | ㋅        | ㋆        | ㋇        | ㋈        | ㋉       | ㋊      | ㋋      |
| 30 8 −1                           | 41 10 1 | 83 13 4 | 128 18 9 | 180 22 14 | 198 25 18 | 314 28 22 | 226 30 23 | 137 27 19 | 54 23 14 | 40 16 7 | 21 11 1 |
| 平均最高及最低溫度以攝氏（℃）表記 |         |         |          |           |           |           |           |           |          |         |         |
| 降雨總量單位為（㎜）              |         |         |          |           |           |           |           |           |          |         |         |
| 資料來源：韓國氣象廳              |         |         |          |           |           |           |           |           |          |         |         |

| 英制單位換算                      | 英制單位換算 | 英制單位換算 | 英制單位換算 | 英制單位換算 | 英制單位換算 | 英制單位換算 | 英制單位換算 | 英制單位換算 | 英制單位換算 | 英制單位換算 | 英制單位換算 |
| --------------------------------- | ------------ | ------------ | ------------ | ------------ | ------------ | ------------ | ------------ | ------------ | ------------ | ------------ | ------------ |
| ㋀                                | ㋁           | ㋂           | ㋃           | ㋄           | ㋅           | ㋆           | ㋇           | ㋈           | ㋉           | ㋊           | ㋋           |
| 1.2 47 31                         | 1.6 50 33    | 3.3 56 40    | 5.1 64 49    | 7.1 71 57    | 7.8 77 64    | 12 82 72     | 8.9 85 74    | 5.4 80 67    | 2.1 73 57    | 1.6 61 45    | 0.8 51 34    |
| 平均最高及最低溫度以華氏（℉）表記 |              |              |              |              |              |              |              |              |              |              |              |
| 降雨總量單位為英吋（㏌）          |              |              |              |              |              |              |              |              |              |              |              |

| 统营（1981-2010）        | 统营（1981-2010） | 统营（1981-2010） | 统营（1981-2010） | 统营（1981-2010） | 统营（1981-2010） | 统营（1981-2010） | 统营（1981-2010） | 统营（1981-2010） | 统营（1981-2010） | 统营（1981-2010） | 统营（1981-2010） | 统营（1981-2010） | 统营（1981-2010） |
| 月份                     | 1月               | 2月               | 3月               | 4月               | 5月               | 6月               | 7月               | 8月               | 9月               | 10月              | 11月              | 12月              | 全年              |
| ------------------------ | ----------------- | ----------------- | ----------------- | ----------------- | ----------------- | ----------------- | ----------------- | ----------------- | ----------------- | ----------------- | ----------------- | ----------------- | ----------------- |
| 平均高温 °C（°F）        | 8.1 (46.6)        | 10.0 (50.0)       | 13.4 (56.1)       | 18.0 (64.4)       | 21.9 (71.4)       | 24.8 (76.6)       | 27.6 (81.7)       | 29.7 (85.5)       | 26.9 (80.4)       | 22.6 (72.7)       | 16.3 (61.3)       | 10.7 (51.3)       | 19.2 (66.6)       |
| 日均气温 °C（°F）        | 3.1 (37.6)        | 4.9 (40.8)        | 8.6 (47.5)        | 13.4 (56.1)       | 17.5 (63.5)       | 20.9 (69.6)       | 24.4 (75.9)       | 26.1 (79.0)       | 22.6 (72.7)       | 17.6 (63.7)       | 11.2 (52.2)       | 5.5 (41.9)        | 14.7 (58.5)       |
| 平均低温 °C（°F）        | −0.8 (30.6)       | 0.7 (33.3)        | 4.4 (39.9)        | 9.3 (48.7)        | 13.9 (57.0)       | 17.9 (64.2)       | 22.0 (71.6)       | 23.4 (74.1)       | 19.4 (66.9)       | 13.7 (56.7)       | 7.0 (44.6)        | 1.3 (34.3)        | 11.0 (51.8)       |
| 平均降水量 mm（）        | 29.8 (1.17)       | 40.8 (1.61)       | 83.1 (3.27)       | 128.3 (5.05)      | 180.1 (7.09)      | 197.6 (7.78)      | 313.5 (12.34)     | 225.8 (8.89)      | 136.7 (5.38)      | 54.2 (2.13)       | 39.8 (1.57)       | 21.1 (0.83)       | 1,450.8 (57.12)   |
| 平均降水天数（≥ 0.1 mm） | 5.1               | 5.4               | 7.9               | 9.3               | 9.6               | 11.0              | 14.8              | 11.2              | 8.5               | 5.3               | 5.4               | 3.9               | 97.4              |
| 平均相對濕度（％）       | 53.4              | 54.6              | 58.4              | 64.9              | 72.4              | 78.9              | 84.8              | 80.6              | 74.3              | 66.8              | 61.9              | 55.0              | 67.2              |
| 月均日照時數             | 198.8             | 192.3             | 201.4             | 205.9             | 217.0             | 174.4             | 147.2             | 189.5             | 170.2             | 211.0             | 196.1             | 206.6             | 2,310.4           |
| 来源：韓國氣象廳         |                   |                   |                   |                   |                   |                   |                   |                   |                   |                   |                   |                   |                   |

## 人口
在18世纪时，由于水军统制营的设置，统营是个军民混住的城市，城中居住着9,400余名水军战士和工匠以防止倭寇入侵。但也是在这段时间内当地人口大幅增加，由1789年的20,987人上升到1895年统制营废止时的45,367人，每户人数也由4.4人上升到7.2人:169。因为统制营的废止，当地人口也急剧下降，但在20世纪上半叶迎来了人口增长高峰，并有大量因朝鲜战争逃难至此的难民涌入，由1900年的不到两万人上升到1951年巨济市分离前夕的235,861人。从1951年至今现统营地区的人口一直在11万到15万人区间波动，其中在1984年达到了148,501的顶峰。近年来由于离岛环境不便、交通的发展和韩国的城市化，离岛居民选择来到陆上生活，而市内也有不少居民选择前往首尔、釜山、马山、昌原等地定居:168-177。

## 政治
统营市在韩国国会中与固城郡组成统营市-固城郡联合选区，现任国会议员是國民力量的鄭点植，他在2020年韩国国会选举中得到了58.34%的选票。2017年大韓民國總統選舉中在统营得票较多的是自由韩国党的候选人洪准杓，他得到了43.9%的得票率。统营市自从忠武市和统营郡统合之后共经历9届5名市长，首任是最后一任忠武市长姜太善，首届民选市长则是在1995至2002年在任的高銅柱。在2018年韓國地方選舉中，共同民主党的姜錫柱以39.49%的得票率（28,158票）击败得票率38.19%的姜时宇（27,228票）当选第九任统营市长。现在的统营市议会是由原忠武市和统营郡议会统合而成，已经历7届，现有议长和副议长各一名，议员11名。

## 行政區劃
统营市下辖1个邑、6个面和8个行政洞，另有17个法定洞。此外还有170个统和1,318个班，政府驻地位于雾田洞。统营市管辖着570个离岛，其中44个是有人岛，其余526个是无人岛。原先的忠武市区域大致位于固城半岛南部和弥勒岛的北部，即统营运河两岸（下表中行政区划图以数字标志之区域），而统营郡则是管辖半岛北部三面和闲山岛、欲知岛等离岛。
| 名称   | 谚文   | 人口    | 面积(km2) | 户数   | 行政区划图 |
| ------ | ------ | ------- | --------- | ------ | ---------- |
| 山陽邑 |        | 4,628   | 39.62     | 2,601  |            |
| 龍南面 |        | 12,579  | 16.97     | 5,200  |            |
| 道山面 | 도산면 | 2,898   | 38.58     | 1,599  |            |
| 光道面 | 광도면 | 30,955  | 40.61     | 12,934 |            |
| 欲知面 | 욕지면 | 1,986   | 23.94     | 1,238  |            |
| 閑山面 | 한산면 | 1,983   | 30.28     | 1,266  |            |
| 蛇梁面 | 사량면 | 1,483   | 26.98     | 951    |            |
| 道泉洞 | 도천동 | 8,815   | 6.45      | 4,390  |            |
| 明井洞 | 명정동 | 2,936   | 3.95      | 1,629  |            |
| 中央洞 | 중앙동 | 3,933   | 0.67      | 2,203  |            |
| 貞梁洞 | 정량동 | 8,938   | 1.98      | 4,458  |            |
| 北新洞 | 북신동 | 10,504  | 1.05      | 4,698  |            |
| 霧田洞 | 무전동 | 13,812  | 1.84      | 6,221  |            |
| 美修洞 | 미수동 | 11,201  | 2.48      | 4,830  |            |
| 鳳坪洞 | 봉평동 | 10,337  | 3.79      | 5,377  |            |
| 统营市 | 통영시 | 126,988 | 239.22    | 59,595 |            |

- 此人口与户数之数据来自2021年3月韓國行政安全部之统计数据[26]。

## 经济
统营市在2014年的地区生产总值为3.994万亿韩元。其中第一产业产值为1,837亿韩元、第二产业为1.55万亿韩元，第三产业则为2.25万亿韩元，人均地区生产总值为2,864万韩元，较庆尚南道（3,055万韩元）略低。2015年，当地的第一产业就业人数比例约为13.1%，较庆尚南道其他地区（9.6%）偏高，而第二第三产业则较庆南偏低（24.9%、60.7%，庆南26.3%、64.1%）:45-47。2021年，统营市财政预算为6,783亿韩元，较前一年增长4.55%。其中一般预算6,449亿韩元，特别预算334亿韩元。

### 第一产业

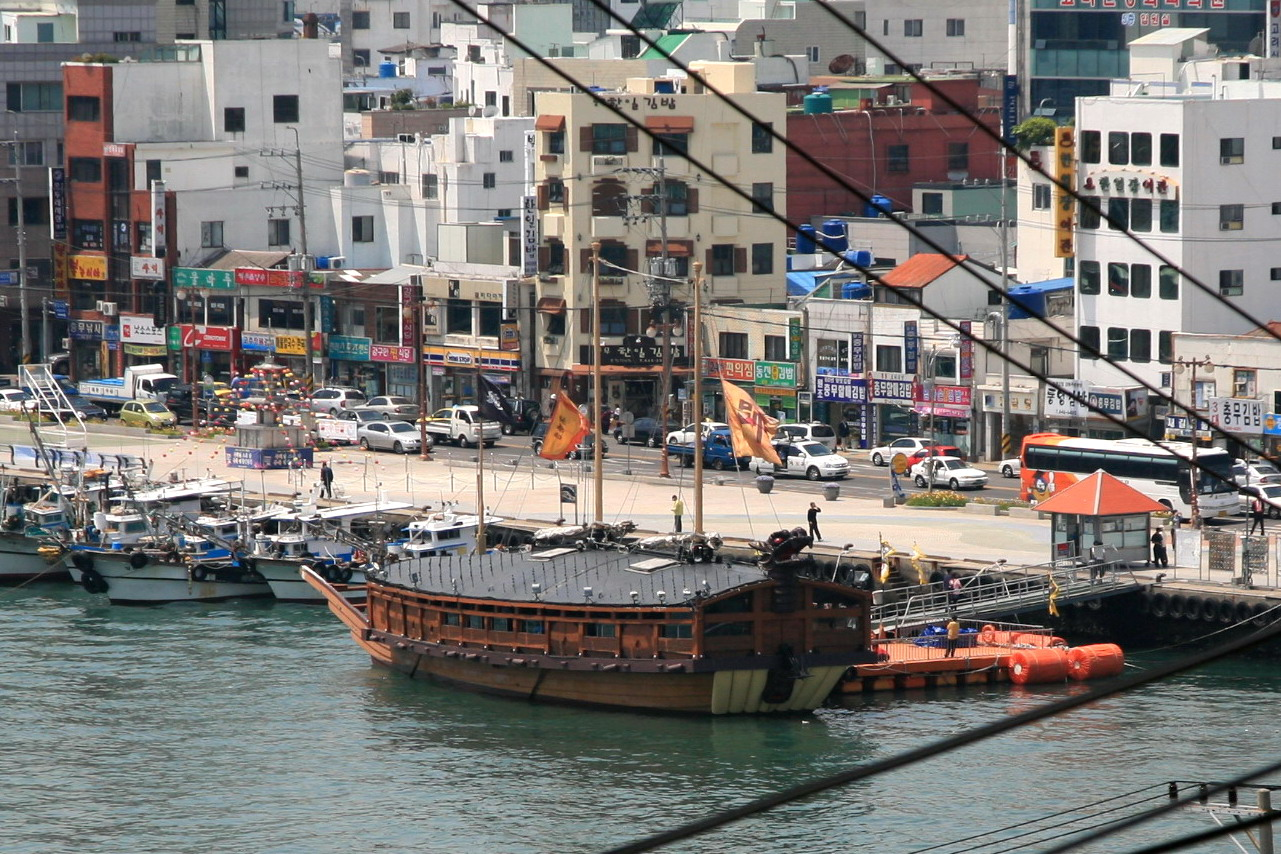
统营港的龟船复原品

统营市的地形大多是丘陵地形，可耕地很少。大部分耕地以阶梯式集中在山间，或是海岸边的平地。其类型大多是天水沓（一种无灌溉设施，只依靠雨水灌溉的稻田）。虽然耕地不多且以旱田为主，但适宜的气候使得当地仍然能种植大麦、豆类、红薯和各种菜蔬。当地在60年代也尝试过菠萝、香蕉等热带水果，但随着韩国相关产品进口的开放，这些水果的种植由于缺乏竞争力而停止:76。当地也有少量的畜牧业发展，主要的畜产品有韓牛、家猪、黑山羊、鸡等:83。当地为了防止台风破坏，种植了其他抗风的作物，如大蒜、柚子等。韩国在上世纪60年代采取了工业导向的经济政策，大量劳动人口向第二和第三产业转移，使得农村地区出现了空心化和老龄化的现象。统营地区的农业主要是近郊农业，即在城市郊区种植新鲜果蔬并出售至市区，但随着城市规模的扩张，这种农业也在萎缩。2015年时，当地从事农业的人口数为7,942，占劳动人口的5.7%:55-56。2020年9月，统营市被農林畜產食品部指定为进行“农村新活力项目”的市郡之一，该计划将为当地相关产业在未来四年中提供总计70亿韩元的资金。
统营是韩国重要的渔业基地之一，全韩国800余种鱼类的大部分均在当地有所分布。黑潮的一支對馬海流穿过朝鲜半岛东南部海区，使得大量来自黄海和日本海的鱼类来到附近越冬和产卵。在统营东北海域的镇海湾曾是太平洋鱈的重要产卵地:230-232。统营的捕捞渔业发达，2016年时的渔获总量为60,368吨，其中鱼类和贝类占绝大部分。但相较1996年，当地的渔获量仅存当年的28%。这与当地的過度捕撈有关，曾经作为当地代表鱼类的太平洋鱈已经在当地近乎灭绝:231;265。欲知港是韩国的国家渔港之一，统营境内还分布着包括其在内的167个渔港。近年来统营还发展了水产养殖业，主要养殖的水产有黑鲪、真鯛、鳞鲀等。此外当地还有水产加工业发展，主要生产魚乾、鱼粉等加工食品:268-269。

### 第二产业

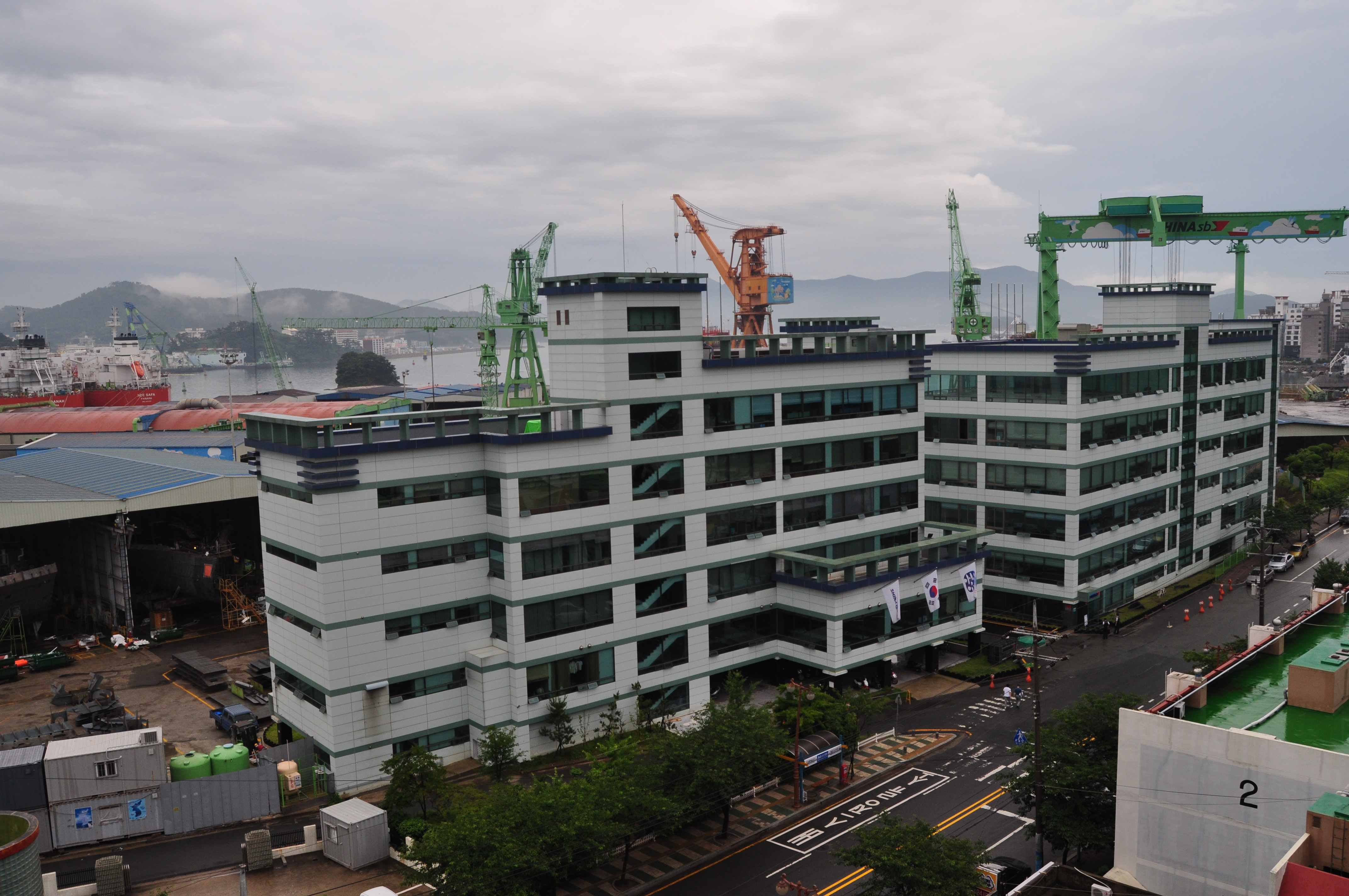
新亚SB的办公楼

统营是个沿海城市，造船业自19世纪末便有所发展，至今其造船业仍是支柱产业之一。除造船业之外，其他主要的第二产业部门有食品制造业、船舶部件制造业、纺织业和矿物加工业:168-169。1970年代，三星重工在统营设立了安井产业团地，计划建成一个造船业工业园区。后来这里诞生了新亚SB的前身新亚造船工厂。新亚造船厂在1978年被大宇集团并购。到了21世纪初，韓國石油公社和大宇集团联合对安井产业团地进行开发，并吸引了一批新企业入驻。现在团地内有11家企业，其中大部分企业是船舶部件制造企业:164;170-171。

### 第三产业
统营市在进入21世纪以后逐渐转型为以第三产业为重心的城市，现在市内过半的企业从事的是批发零售业、酒店業和飲食業:49。统营港附近的江口岸商圈是统营的传统核心商圈，统营市三个大型的传统水产市场均位于此，其中又以中央传统市场最为有名。其他主要商圈位于雾田洞和光道面的竹林新都市:132-133。1972年韩美签订贝类贸易协定以来当地就有公司开始从事相关产品的出口贸易。2017年时市内有出口厂商47家，其中38家从事水产品的出口，但较2000年时的99家下降了超过一半。2015年时统营的出口贸易收入为35.5亿韩元:189-190。

## 交通
统营是統營大田高速公路的南侧起始点，这条高速公路也是统营前往韩国其他地区的主要道路。在统营境内的主要道路包括国道14号、国道58号和国道67号。国道14号上的新巨济大桥将统营市和巨济岛连接起来。统营市有一个综合巴士站，于1980年在当时忠武市的雾田洞建成，2007年搬迁到光道面的现址。该站现运营前往首尔、富川、丽水等地的长途巴士。统营市内现运行着89条市内公交线路，共有113台公交车服役。除一般市内公交线路外，在山陽邑、道山面、龙南面和光道面有社區巴士可供乘坐。此外统营市还运行着轮渡线路以前往市内的离岛和巨濟市。统营市内没有机场，乘坐航班时一般需要前往就近的泗川市泗川機場搭乘。

## 旅游和观光

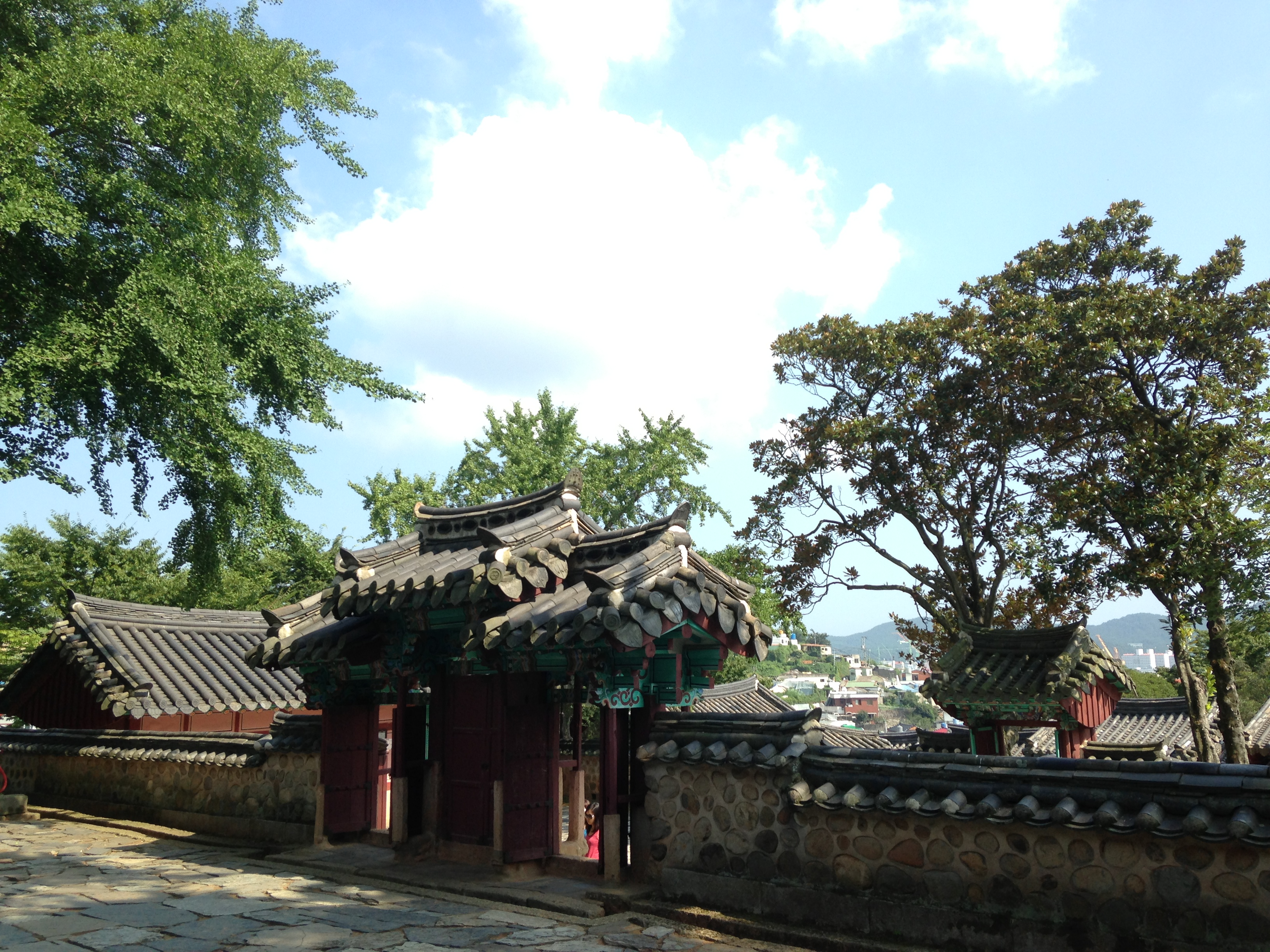
统营忠烈祠

统营由于其海景和自然景观而被誉为韩国的那不勒斯，也是小说家朴景利的出生地。2018年前往统营观光的游客人数为628万人次。
统营市的陆上和海域属于闲丽海上国立公园的一部分，其建成于1968年，是韩国首个海上海岸国立公园。统营市的统营三道水军统制营、闲山岛李忠武公遗迹、统营忠烈祠和烟台岛贝冢是韓國史蹟。其中忠烈祠和李忠武公遗迹都是为了纪念闲山岛海战中的朝鲜海军将领李舜臣而建造的，统制营则是在李舜臣的闲山阵营之基础上经过多次补建而成。但营址除洗兵楼外均非原建筑，且大部分区域已改建为公共区域与住宅。
位于弥勒岛上的弥勒山是韩国山林厅选定的韩国百大名山之一，山内有多处寺庙，天气好时在山上可以望见日本长崎县的对马岛。在统营市的其他岛屿上还分布着多个海水浴場。统营海底隧道是东亚最早修建的海底隧道，始建于1932年，长486米，连接统营运河的两侧。同样横跨统营运河的统营大桥也是现在统营著名的观光地之一。位于统营港附近，中央市场后方两侧的东悬崖村是一个以壁画闻名的村落。原先当地政府准备拆除这一小村落，但在2007年10月，一个名叫“蓝色统营21”的团体开始募集韩国各地的壁画爱好者在村内的墙壁上绘上壁画，壁画吸引的游客使政府放弃了拆迁计划，这里也成为了当地的著名景点之一。附近的西悬崖村也参照这一模式变成以壁画闻名的旅游地。

## 文化和教育

### 文化

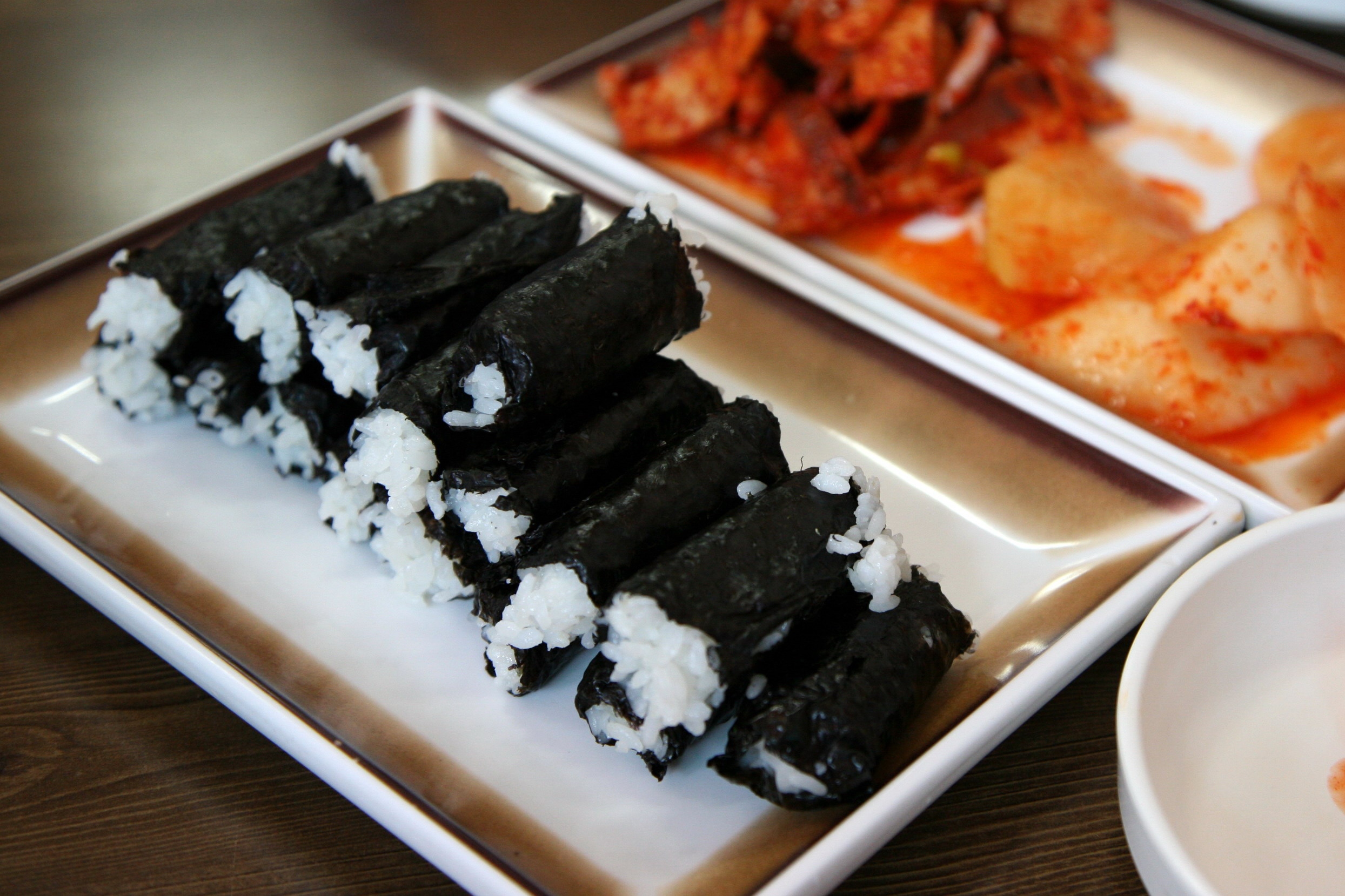
忠武紫菜包饭

统营市使用的方言属于庆尚方言中的庆南方言，但其所属的西南庆南方言较一般庆尚方言有所区别。如庆尚方言特征性的「ㅆ」和「ㅅ」无法区分的现象在统营是比较少见的。且六元音系统中元音「ㅐ」和「ㅔ」、「ㅡ」和「ㅓ」合并的现象在60岁以上的使用者中大多也不存在，但在中年和以下年纪的使用者中这个现象比较普遍:344。
为了纪念在统营成长的著名德籍韩裔音乐家尹伊桑，统营市在2002年开始举办统营国际音乐节。该音乐节一般在每年三月举行，是韩国唯一的季节性音乐节。在开幕庆典举办时还会在统营的其他地方举办小型音乐会以吸引国内外业余音乐家参与。为了纪念閑山島大捷，统营市会在每年8月中旬举办为期五天的统营闲山大捷纪念祭典。
忠武紫菜包饭是统营的传统食物，是当地渔民出海打渔的便当，由紫菜包饭配上萝卜泡菜、鱿鱼和大酱汤组成。统营蜂蜜面包是一种面粉包裹红豆沙后油炸的一种小吃，朝鲜战争后开始在当地流行。

### 教育
宣祖26年（1593年），李舜臣在闲山岛大捷后将海军总部搬到了闲山岛，并在当地修筑了海军学堂「制胜堂」。但在宣祖30年，朝鲜海军在漆川梁海戰失败后，制胜堂被焚毁，直到英祖16年（1740年）才在原址重建，并被命名为「运筹堂」。统营市进入现代化教育前建立的著名学习机构还有白云书斋（一个朝鲜时代的学堂）和1901年设立的统营鄉校。
统营市有记录的第一所现代学校是1908年建校的鎭南公立普通學校，但日治朝鮮时期《朝鲜教育令》使当地教育受到严重影响，但也是这个时代当地才开始出现更多现代的学校。直至1949年，韩国颁布《教育法》，构筑了韩国教育制度的框架和学制后才得以恢复:344-346。曾被朝鲜关押在耀德集中营的申淑子在此度过了小学和中学时期，同样出生在统营的现役韩国国脚金玟哉曾在当地小学足球队效力过。如今统营市内唯一的一所大学是庆尚国立大学统营校区，亦被称为海洋科学大学。该校区内现有教师115名，学生1,612人。2017年时，当地共有5所高中、12所初中、20所小学和30间幼稚园，另有一所特殊學校，共计有教师1,230名，学生19,484人:362。

## 姐妹城市

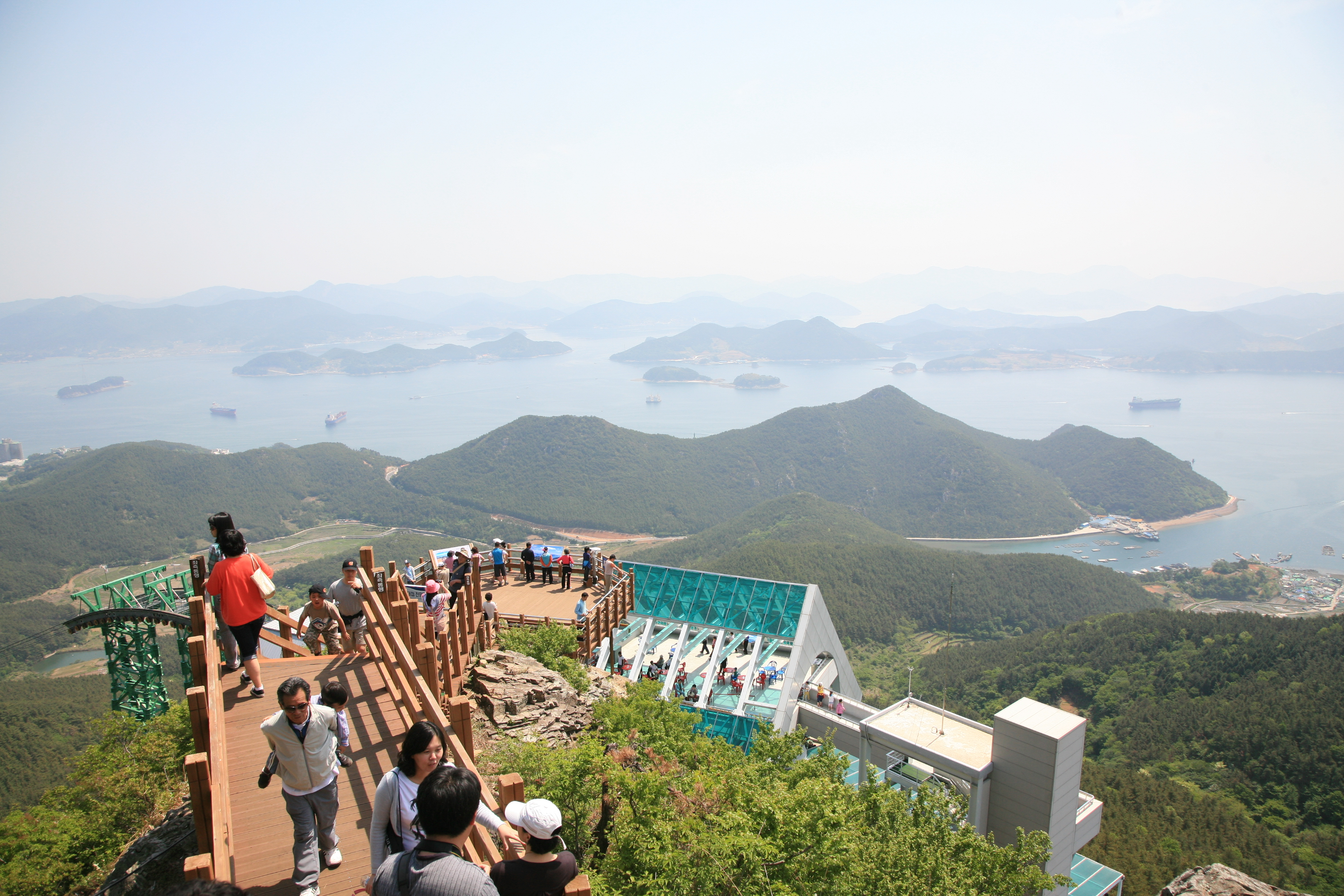
闲丽海上国立公园

统营市和以下韩国国内城市是友好城市：
| 城市   | 自治体     | 締結日期 |
| ------ | ---------- | -------- |
| 陜川郡 | 慶尚南道   | 1998年   |
| 丽水市 | 全羅南道   | 1998年   |
| 江南区 | 首尔特别市 | 2003年   |
| 果川市 | 京畿道     | 2003年   |
| 丽水市 | 全羅南道   | 2003年   |
| 天安市 | 忠清南道   | 2012年   |

统营市和以下外國城市是友好姊妹城市：
| 國家           | 城市                   | 締結日期       |
| -------------- | ---------------------- | -------------- |
| 日本           | 狹山市（埼玉县）       | 1973年7月4日   |
| 日本           | 玉野市（岡山縣）       | 1981年8月3日   |
| 中华人民共和国 | 荣成市（山东省）       | 1997年7月26日  |
| 中华人民共和国 | 云浮市（广东省）       | 2015年10月17日 |
| 美国           | 里德利（加利福尼亚州） | 2004年10月18日 |
| 阿联酋         | 富吉拉                 | 2013年3月      |
| 俄羅斯         | 薩馬拉（萨马拉州）     | 2016年6月17日  |

## 參看
- 閑山島大捷
- 闲丽海上国立公园
- 统营之战（朝鲜语：통영 전투）

## 外部連結
- 统营市政府官方网站 （页面存档备份，存于）
- 统营市议会 （页面存档备份，存于）